# Torgil Øwre Gjertsen
Torgil Øwre Gjertsen (Melhus, 1992. március 12. –) norvég labdarúgó, a Kristiansund csatárja.

## Pályafutása
Gjertsen a norvégiai Melhus városában született. 
2011-ben mutatkozott be a Strindheim harmadosztályban szereplő felnőtt csapatában. 2014-ben átigazolt a másodosztályú Ranheimhez igazolt. 
2017 júliusában az Eliteserienben szereplő Kristiansund csapatához szerződött. Először a 2017. augusztus 13-ai, Sarpsborg 08 elleni mérkőzés 72. percében Daouda Bamba cseréjeként lépett pályára. Első gólját 2017. szeptember 10-én, a Tromsø ellen 4–1-re megnyert találkozón szerezte.
2020. január 17-én egyéves szerződést kötött a lengyel Wisła Płock együttesével. Gjertsen 2020. február 23-ai, Zagłębie Lubin ellen 1–1-es döntetlennel zárult mérkőzésen debütált és egyben megszerezte első gólját is a klub színeiben. 2021 májusában visszatért a Kristiansundhoz.

## Statisztikák
2022. szeptember 18. szerint
| Klub         | Szezon   | Osztály     | Bajnokság | Bajnokság | Kupa  | Kupa | Nemzetközi | Nemzetközi | Összesen | Összesen |
| Klub         | Szezon   | Osztály     | Meccs     | Gól       | Meccs | Gól  | Meccs      | Gól        | Meccs    | Gól      |
| ------------ | -------- | ----------- | --------- | --------- | ----- | ---- | ---------- | ---------- | -------- | -------- |
| Ranheim      | 2014     | 1. divisjon | 19        | 1         | 2     | 0    | —          | —          | 21       | 1        |
| Ranheim      | 2015     | OBOS-ligaen | 28        | 5         | 1     | 0    | —          | —          | 29       | 5        |
| Ranheim      | 2016     | OBOS-ligaen | 27        | 2         | 1     | 0    | —          | —          | 28       | 2        |
| Ranheim      | 2017     | OBOS-ligaen | 16        | 2         | 1     | 0    | —          | —          | 17       | 2        |
| Ranheim      | Összesen | Összesen    | 90        | 10        | 5     | 0    | 0          | 0          | 95       | 10       |
| Kristiansund | 2017     | Eliteserien | 12        | 8         | 1     | 0    | —          | —          | 13       | 8        |
| Kristiansund | 2018     | Eliteserien | 24        | 3         | 1     | 0    | —          | —          | 25       | 3        |
| Kristiansund | 2019     | Eliteserien | 28        | 2         | 4     | 0    | —          | —          | 32       | 2        |
| Kristiansund | Összesen | Összesen    | 64        | 13        | 6     | 0    | 0          | 0          | 70       | 13       |
| Wisła Płock  | 2019–20  | Ekstraklasa | 9         | 2         | 0     | 0    | —          | —          | 9        | 2        |
| Wisła Płock  | 2020–21  | Ekstraklasa | 19        | 1         | 2     | 0    | —          | —          | 21       | 1        |
| Wisła Płock  | Összesen | Összesen    | 28        | 3         | 2     | 0    | 0          | 0          | 30       | 3        |
| Kristiansund | 2021     | Eliteserien | 29        | 6         | 2     | 2    | —          | —          | 31       | 8        |
| Kristiansund | 2022     | Eliteserien | 23        | 1         | 0     | 0    | —          | —          | 23       | 1        |
| Kristiansund | Összesen | Összesen    | 52        | 7         | 2     | 2    | 0          | 0          | 54       | 9        |
| Összesen     | Összesen | Összesen    | 234       | 33        | 15    | 2    | 0          | 0          | 249      | 35       |

## Fordítás
Ez a szócikk részben vagy egészben  a   Torgil Øwre Gjertsen című angol Wikipédia-szócikk fordításán alapul.  Az eredeti cikk szerkesztőit annak laptörténete sorolja fel. Ez a jelzés csupán a megfogalmazás eredetét és a szerzői jogokat jelzi, nem szolgál a cikkben szereplő információk forrásmegjelöléseként.